# Primal Park - Lo zoo del terrore
Primal Park - Lo zoo del terrore è un film TV del 2005.  Il film è il sequel di Wild - Agguato sulle montagne. È stato trasmesso in TV con il titolo Wild 2 - La caccia è aperta.

## Trama
Un uomo miliardario di nome Niles (Nicholas Bell) ha appena costruito il Primal Park, uno zoo in cui vengono cresciute rarissime tigri con i denti a sciabola, ricreate dallo stesso Niles insieme al suo team di scienziati. Il giorno dell'apertura il guardiano libera involontariamente le tigri, seminando terrore e paura. Lo zoo diventa una trappola mortale per il personale e tutti i visitatori rimasti al suo interno.

## Produzione
Il film è costato 2,8 milioni di dollari. Gli effetti speciali delle tigri consistono della computer grafica in alcune scene e dell'uso di pupazzi in altre. Per le scene dove vengono inquadrate solo le teste o le zampe (la stessa cosa vale anche nella scena dove un felino viene fatto esplodere), quelle tigri, sono pupazzi a marionetta controllati da persone. Invece quando viene mostrato tutto il corpo del felino si usò la computer grafica. La computer grafica venne usata anche nella scene dove vengono mostrati dei cadaveri (sia di persone che di tigri).

## Edizioni Home Video

### DVD
Dato che il film ha avuto poco successo, nel DVD, non furono inseriti contenuti speciali. 